# Sh2-219
Sh2-219 è una piccola regione H II visibile nella costellazione dell'Auriga.
Si individua nella parte nordoccidentale della costellazione, sul confine con Perseo e a circa 3,5° in direzione WNW rispetto a Capella, la sesta stella più brillante del cielo; è individuabile con un potente telescopio amatoriale, sebbene appaia di dimensioni molto ridotte, e può essere ripresa nelle foto a lunga posa. La sua declinazione è moderatamente settentrionale, pertanto può essere osservata soprattutto dall'emisfero boreale, dove si presenta circumpolare fino alle latitudini temperate medie; dall'emisfero australe invece la sua visibilità è limitata alle regioni tropicali e temperate inferiori. Il periodo più propizio per la sua osservazione nel cielo serale va da ottobre ad aprile.
La regione, la cui massa è stimata sulle 2000 masse solari, si trova a circa 4200 parsec (13700 anni luce) dal sistema solare, nella parte più remota ed esterna del Braccio di Perseo. La principale responsabile della ionizzazione dei gas è la nana blu LSV+47 24, di classe spettrale O9.5V, seguita dalla stella bianco-azzurra di sequenza principale LSV+47 22, di classe B0V, situata al centro della nebulosa; a queste si aggiunge una terza stella di classe B5V, responsabile della creazione di una piccola protuberanza sul lato sudoccidentale. Nella regione sono in atto fenomeni di fotolisi, osservati in uno studio sulle regioni a idrogeno atomico neutro; l'età della nebulosa è molto giovane, appena sui 100.000 anni, e al suo interno, sul lato sudoccidentale, è noto un giovanissimo ammasso aperto profondamente immerso nei gas.